# Генерални информациони директор
Генерални информациони директор, генерални директор за дигиталне информације или директор информационих технологија (ИТ) звање је које се најчешће додељује највишим руководиоцима у предузећу одговорним за информационе технологије и рачунарске системе који подржавају циљеве предузећа. Дакле, генерални информациони директор директно је одговоран генералном извршном директору, али може бити одговоран и генералном оперативном директору или генералном финансијском директору. У војним организацијама они одговарају команданту. Улогу генералног информационог директора први пут су 1981. године дефинисали Вилијам Р. Синот, бивши виши потпредседник банке Бостона и Вилијам Х. Грубер, бивши професор универзитета MИT.

## Потреба за генералним информационим директором
Генерални директори информационих технологија и генерални директори за дигиталне информације чине кључни део било ког посла који користи технологију и податке. У скорије време, установљено је да није довољно познавати само пословање или само информационе технологије. Генерални информациони директор управља ИT ресурсима и планира „информационо комуникационе технологије укључујући развој политике и праксе, планирање, буџетирање, ресурсе и обуку“. Поред тога, директори информационих технологија добијају све већу улогу у прорачунавању повећања профита коришћењем оквира информационо-комуникационих технологија, као и битну улогу у смањивању трошкова и у ограничавању штете успостављањем контроле и спречавањем евентуалних катастрофа. Computer Weekly магазин наглашава да 53% ИT лидера наводе да имају мањак људи са високим нивоом личних способности на радном месту. Већина организација не може очекивати да ће испунити потребу за квалификованим ресурсима,a 57% генералних директора информационих технологија немају одговарајуће механизме учења и подршке како би омогућили тренутном особљу да надомести мањак вештина. Генерални директори информационих технологија су потребни да би се смањио јаз између улога које обављају ИT професионалци и оних који то нису у предузећима, како би успоставили ефикасне и радне односе.

## Улоге и одговорности
Генерални информациони директор је одговоран за бројне улоге. Прво и најважније, генерални информациони директор мора испунити улогу пословног лидера. Као генерални информациони директор, мора да доноси извршне одлуке у вези са стварима као што су куповина ИT опреме од добављача или стварања нових система, стога су одговорни за вођење и усмеравање радне снаге своје организације. Поред тога, генерални информациони директор "треба да има јаке организационе вештине“. Ово је нарочито битно за генералног информационог директора организације који мора да балансира улоге како би стекао конкурентску предност и задржао интересовање запослених у организацији. Генерални информациони директори такође имају одговорност регрутовања, тако да је важно да изаберу најбољe раднике који ће завршити послове које компанија треба да испуни. Поред тога генерални информациони директори су директно обавезни да позиционирају и ИКT стратегију и ИКT политику организације. Стратегија ИКT обухвата будуће доказивање, набавку и унутрашње и спољне стандарде које је поставила организација. Слично томе, генерални информациони директор мора написати политику ИКT, детаљно наводећи како се ИКT користе и примењују. Политка ИКT је потребна за заштиту организације у краткорочном и дугорочном периоду и за процес планирања будућности. Пол Бурфит, бивши генерални информациони директор предузећа AstraZeneca, такође указује на улогу директора у ИT управи, коју он назива „разјашњавање одговорности и улоге одбора“.

## Пратећи ризици
С обзиром на то да има велики број одговорности, као што су обезбеђивање финансија, запошљавање професионалаца и развој политике и стратегије, ризици су огромни. Генерални информациони директор америчке компаније Target је био приморан на оставку 2014. године након крађе од стране хакера у вредности од 40 милиона података o кредитним картицама корисника, као и 70 милиона детаља о корисницима. Генерални информациони директори носе велики број улога и стога су шансе за неуспех веома велике. Због тога, сваки генерални информациони директор мора бити упознат са индустријом, тако да се може прилагодити ситуацији и смањити шансу за грешком.

## Информационе технологије
Информационе технологије и њени системи постали су толико важни да се генерални информациони директор у многим организацијама сматра као кључни фактор у формулисању стратешких циљева организације. Истакнутост позиције генералног информационог директора се изузетно повећава и постаје све важнији део модерне организације. Многи генерални информациони директори додају додатне c-level титуле које одражавају све већу важност технологије у успешним компанијама; овај тренд се назива CIO-plus. Генерални информациони директор може бити члан извршног одбора организације или се често ангажује на нивоу одбора у зависности од природе организације и његове оперативне структуре и управљачког окружења. Ниједна квалификација није суштинска за положај генералног информационог директора, иако кандидат може бити стручан у низу технолошких области – рачунарству, софтверском инжењерству и информационим системима. Многи кандидати имају мастер пословне администрације или мастер наука из области менаџмента. У последње време су управљачки капацитети генералног информационог директора, пословна мудрост и стратешке перспективе заузеле предност у односу на техничке вештине. Сада је врло честа појава да се генерални информациони директори постављају на основу познавања пословања организације, посебно ако поседују вештине управљања пројектима. 
Упркос стратешкој природи улоге, истраживање из 2017. године које је спровела компанија Logicalic, од 890 главних информационих директора из 23 земљe, утврђено је да се 62% генералних информационих директора троши 60% или више свог времена на свакодневне ИT активности.
Године 2012. извршни програми компаније Gartner су спровели глобално истраживање и добили одговоре од 2053 генералних информационих директора из 41 земљe и 36 индустрија. Гартнер је саопштио да резултати истраживања указују на то да су међу десет најбитнијих приоритета генералних информационих директора за 2013. годину: анализирање и пословна интелигенција, мобилне технологије, рачунарство у облаку, модернизација, ИT менаџмент, управљање односима са купцима, виртуелизација, сигурност и планирање предузећа. 
Магазин „State of the CIO 2008“ је спровео истраживање и 558 испитаника је упитано ко им је надређени. Резултати су били: генерални извршни директор 41%, генерални директор финансија 23%, генерални оперативни директор 16%, генерални корпоративни информациони директор 7% и други 13%.
Обично је генерални информациони директор укључен у вођење анализе и реинжењеринга постојећих пословних процеса, идентификацију и развој способности за коришћење нових алата, преобликовање физичке инфраструктуре предузећа и приступа мрежи, као и идентификовање и експлоатацију ресурса знања предузећа. Многи директори информационих технологија се труде да интегришу Интернет у своју дугорочну стратегију и њене непосредне пословне планове. Генерални информациони директори су често задужени за покретање или креирање кључних ИТ пројеката који су битни за стратешке и оперативне циљеве организације. Добар пример овога би била имплементација Система за планирање ресурса предузећа(ЕРП), који обично има огромне последице за већину организација.
Још један начин на који се улога генералног информационог директора мења је већи фокус на управљање услугама. Генерални информациони директор обично, као менаџер, надгледа организацију. У суштини, у савременој организацији генерални информациони директор мора да поседује пословне вештине и способност да се односи према организацији као целини, уместо да буде технолошки стручњак са ограниченом пословном активности. Генерални информациони директор такође предвиђа трендове на тржишту везане за технологију и тежи да се пословање усмери на ове трендове кроз стручно усмеравање и правилно стратешко планирање ИТ-а који је усклађен са корпоративном стратегијом организације.

## Разлика између генералног информационог директора, генералног директора дигиталне службе и генералног директора за технологију
Улоге генералног информационог директора, генералног директора дигиталне службе и генералног директора за технологију често су нејасне. Том Силвер, виши потпредседник Dice, изјавио је да се генерални директори за технологију баве самом технологијом, док се генерални информациони директори много више баве својим апликацијама у послу и како се њима може управљати.
Прецизније, генерални информациони директори управљају пословним информационим системима и функцијама, стварају и спроводе стратегије и политике и стављају велики нагласак на интерне купце. За разлику од тога, генерални директори за технологију стављају акценат на екстерне купце и фокусирају се на то како различита технологија може учинити компанију профитабилнијом.
Традиционална дефиниција генералних директора за технологију поред употребе технологије сада укључује генералне директоре дигиталне службе који користе моћ модерних технологија, онлајн дизајн и велике податке за дигитализацију пословања.

## Награде и признања
Честа је појава да се генерални информациони директори похваљују и награђују годишње, посебно у области технологије. Ове награде често представљају значај њиховог доприноса индустрији и углавном се јављају само на локалним тржиштима. Награде додељују виши квалификовани руководиоци као што су извршни директор, генерални оперативни директор или генерални финансијски директор. Награђују се идеје које имају велики значај за локално тржиште технологије.
У Аустралији, 50 најбољих генералних информационох директора признају се годишње под CIO5O заставом. У САД, Уједињеном Краљевству и на Новом Зеланду генерални информациони директори су признати под CIO100 заставом.